# Eupatorina
L'eupatorina è un flavonoide isolato da varie piante di interesse medicinale. Tra queste Epatorium semiserratum, una pianta sempre verde della famiglia delle Asteraceae originaria degli Stati Uniti, e Orthosiphon stamineus (Lamiaceae), noto anche come tè di Giava. Si ricorda anche Murraya caloxylon, pianta della famiglia delle Rutaceae, diffusa in Malaysia e Thailandia. Il succo di frutta di M. caloxylon contiene almeno lo 0,1 % del flavone eupatorina.

## Proprietà chimico-fisiche
L’eupatorina è un flavonoide (3’,5-diidrossi-4’,6,7-trimetossiflavone, PM 344,3 g/mol). Si presenta come una polvere cristallina solubile in DSMO (>10 mg/mL), acqua bollente, etanolo e cloroformio. La molecola è caratterizzata da sei legami a libera rotazione, sette accettori e due donatori di legami idrogeno.

## Studi relativi alle proprietà biologiche dell'eupatorina

### Proprietà antiossidanti
L'eupatorina è stata studiata per la sua capacità di limitare il danno da ROS e in generale da radicali liberi. Nei saggi DPPH e ORAC ha dimostrato un'attività antiradicalica maggiore alla baicaleina ma minore di oleuropeina e miricetina. Autori hanno anche riportato che il pretrattamento con eupatorina a concentrazioni micromolari diminuisce l'ossidazione delle lipoproteine a bassa densità (LDL, colesterolo cattivo) (saggio TBARS).

### Proprietà antiproliferative
Alcuni studi suggeriscono che l'eupatorina induca l'apoptosi in linee cellulari tumorali e sopprima la proliferazione delle cellule tumorali. In letteratura sono presenti studi in vitro che evidenziano l’attività citostatica dell’eupatorina nei confronti di diverse linee cellulari umane, tra cui l’adenocarcinoma della cervice uterina (HeLa), l’adenocarcinoma gastrico (MK-1) e il cancro al seno (MDA-MB-468), e di linee cellulari murine quali il melanoma (B16F10) e il cancro al colon.
L'induzione dell'aneuploidia massiva attraverso l'inibizione del punto di controllo per la transizione da metafase ad anafase (assemblaggio del mandrino, SAC) ha suscitato interesse come una nuova opportunità terapeutica per sopprimere la crescita delle cellule tumorali. Le proteine regolatorie del SAC, che sono altamente cancerose e la cui perdita di funzione causa elevati tassi di aneuploidia, sono bersagli interessanti attualmente oggetto di ricerca. In particolare, l’inibizione della chinasi Aurora B provoca tetraploidia, un fenotipo associato a un aumento della morte cellulare in numerose linee cellulari tumorali. L'attività della chinasi Aurora B è inibita dall'eupatorina in vitro.
Uno studio in vitro ha valutato gli effetti apoptotici di eupatorina e salvigenina, in combinazione con doxorubicina su un modello cellulare di cancro del colon. Dopo aver stabilito una dose non efficace di doxorubicina e dosi efficaci di eupatorina (100 μM) e salvigenina (150 μM) tramite MTT, sono state distinte le caratteristiche morfologiche dell'apoptosi utilizzando il blocco del ciclo cellulare nella fase sub-G1. L'apoptosi è stata determinata mediante annessina/PI e western blotting. La co-somministrazione di flavonoidi con doxorubicina ha indotto l'apoptosi attraverso la via mitocondriale in quanto il potenziale di membrana mitocondriale e la produzione di ROS sono stati modificati. L'analisi dell'annessina/PI ha dimostrato che la frequenza dell'apoptosi è aumentata con i trattamenti combinati nelle cellule del cancro del colon. Infine, la combinazione di questi flavonoidi con la doxorubicina ha aumentato il rapporto Bax/Bcl-2, l'espressione della caspasi-3 e la scissione di PARP. Gli autori hanno quindi dedotto che la combinazione di flavonoidi con doxorubicina causa l'apoptosi e aumenta l'effetto sulle cellule tumorali.

### Proprietà antinfiammatorie
Le citochine e altri mediatori dell'infiammazione, come la prostaglandina E2 (PGE2) e l'ossido nitrico (NO), prodotti rispettivamente dalla cicloossigenasi-2 (COX-2) e dall'ossido nitrico sintasi inducibile (iNOS), promuovono l'infiammazione e quindi sono bersagli per lo sviluppo di farmaci antinfiammatori. Alcuni studi hanno evidenziato la capacità dell’eupatorina nel ridurre in vitro l’espressione di geni pro-infiammatori e di attenuare la produzione di mediatori dell’infiammazione quali NO e PGE2.

### Proprietà del Tè di Giava
L’eupatorina è uno dei flavonoidi contenuti nel (Ortosifon stamineus), pianta medicinale del Sud-Est asiatico di cui si sfruttano le proprietà diuretiche, drenanti e antinfiammatorie per la cura di cistiti infiammazioni urogenitali e calcolosi renali. Il tè di Giava ha manifestato anche attività ipocolesterolemizzanti e risulta indicato come trattamento coadiuvante nell’ipertensione ed in casi di ipercolesterolemia.

## Metabolismo
Diverse tipologie di analisi sono state sviluppate per caratterizzare i metaboliti dell'eupatorina. Un totale di 51 metaboliti in vivo e 60 metaboliti in vitro sono stati caratterizzati strutturalmente. Reazioni di ossidazione, metilazione, coniugazione con acido glucuronico, N-acetilazione, idrogenazione e molte altre vie metaboliche sono state identificate per l'eupatorina.